# Чигарёва
Чигарёва — деревня в Аромашевском районе Тюменской области России. Входит в состав Аромашевского сельского поселения.

## География
Деревня находится в юго-восточной части региона, в лесостепной зоне, на левом берегу реки Вагай, на расстоянии примерно 1 километра (по прямой) к западу от села Аромашева, административного центра района.

### Климат
Климат характеризуется как резко континентальный, с длительной морозной зимой и коротким тёплым летом. Средняя многолетняя температура самого холодного месяца (января) составляет −18,6 °С (абсолютный минимум — −49 °С), температура самого тёплого (июля) — 17,6 °С (абсолютный максимум — 38 °С). Безморозный период длится в течение 111 дней. Среднегодовое количество осадков — 200—427 мм, из которых около 70 % приходится на период с мая по сентябрь. Снежный покров держится в среднем 156 дней.
Находится примерно в 220 км от Тобольска.

## Население
| 1989 | 2002 | 2010 |
| ---- | ---- | ---- |
| 239  | ↗256 | ↗259 |

## Транспорт
Проходит автодорога «Аромашево — Кротово — Большое Сорокино» (идентификационный номер 71 ОП МЗ 71Н-302).
Автобусное сообщение.